# Jools Holland
Jools Holland (születési neve: Julian Miles Holland, DL; Blackheath (London), 1958. január 24. – ) angol zongorista, zenekarvezető, énekes, zeneszerző és televíziós személyiség. Eredetileg a Squezze együttes tagja volt. Pályafutása alatt olyanokkal játszott együtt, mint Sting,  Eric Clapton, Mark Knopfler, George Harrison, David Gilmour, Magazine, The The és Bono. A Brit Birodalom Rendje (OBE) kitüntetés birtokosa. 
Több zenei műfajban is otthonos; kiváló boogie-woogie zongorista. Emlékezetesek négykezes boogie-woogie duett felvételei Dr. Johnnal, illetve Jamie Cullummal.
1992-től ő a vendéglátója a BBC2-n a  Later... with Jools Holland című zenés show-műsornak, amelyen az évenként sugárzott  Hootenanny című műsora is alapul. 2004-ben közreműködött Tom Jones énekes hagyományos  R&B zenét tartalmazó albumának elkészítésében.
Holland rendszeres résztvevője a  Jools Holland című heti zenés programnak a BBC Radio 2-n – ez a keveréke a helyszíni és a stúdiófelvételeknek és  csevegésnek a zenekar tagjaival és meghívott vendégekkel. Partnerei között volt például a nálunk a Dr. House megszemélyesítőjeként ismert Hugh Laurie, akivel Jools Hoolland négykezest játszott.

## Életpályája
Pályáját session-zenészként kezdte; 1978-ban vett részt először a Fuck Off című dal stúdiófelvételén a  Wayne County & the Electric Chairs együttessel.
Jools Holland 1974 márciusában az alapító tagja volt a  Squeeze nevű együttesnek, amelynek zongoristája volt 1981-ig és hozzájárult az együttes milliós lemezsikereihez. Első szólólemeze 1978-ban jelent meg, Boogie Woogie '78 címen. 1981-től szólókarrierbe kezdett – az 1980-as első felében egy nagylemezt és több kislemezt vett fel.  Televíziós karrierje is ebben az időszakban kezdődött el.
2005. augusztus 29-én vette feleségül Christabel McEwnt, aki már 15 éve a barátnője volt. London délnyugati részén, a Blackheath-hez tartozó Westcombe Parkban élnek.

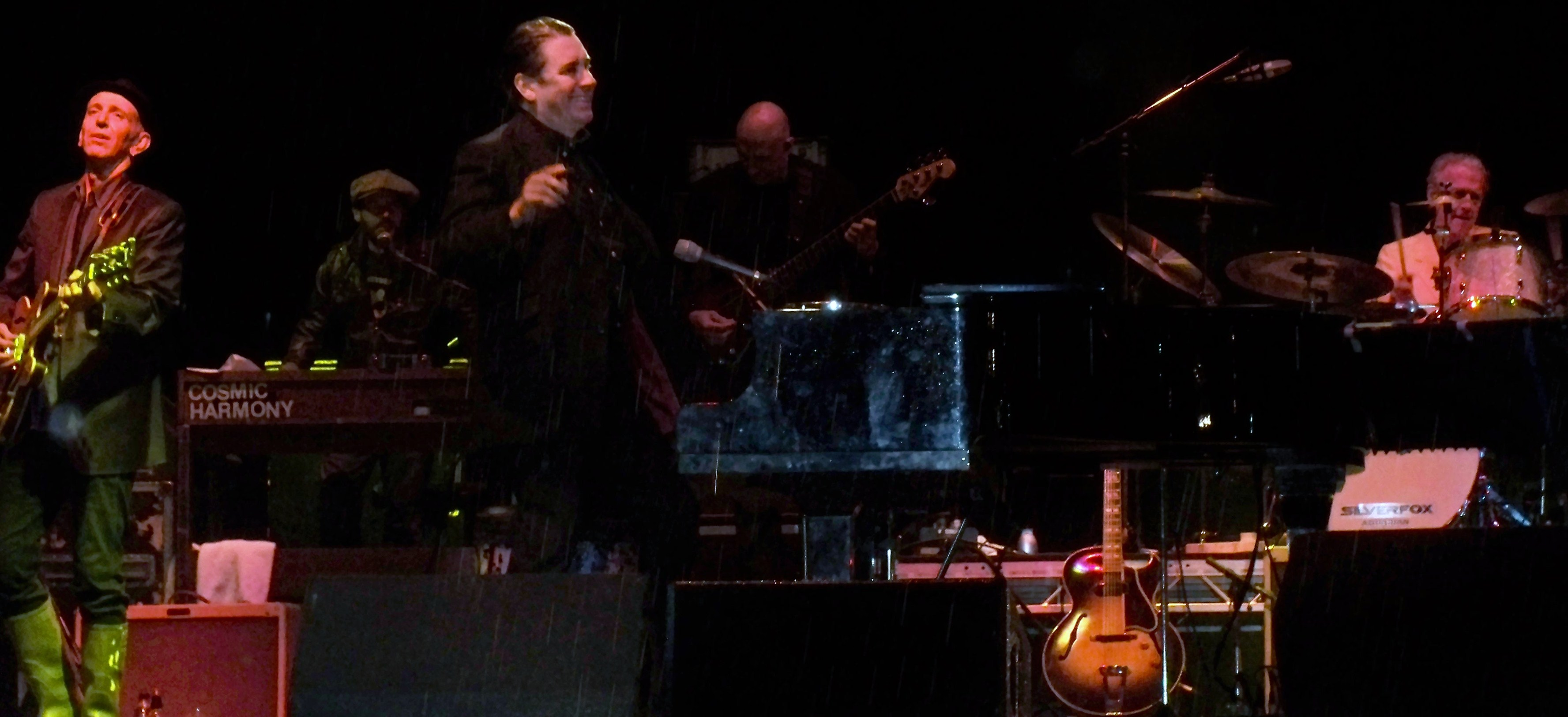
Jools Holland and his R&B Orchestra 2012-ben a Guilfesten

2007-ben jelent meg Holland önéletrajza, Barefaced Lies and Boogie Woogie Boasts címen.

## Helyezést elért albumai
| Év   | Album címe                               | Legjobb helyezés a listán | Legjobb helyezés a listán | Certifications (sales thresholds) |
| Év   | Album címe                               | UK                        | NZ                        | Certifications (sales thresholds) |
| ---- | ---------------------------------------- | ------------------------- | ------------------------- | --------------------------------- |
| 1996 | Sex & Jazz & Rock & Roll                 | 38                        | –                         |                                   |
| 1998 | Best Of                                  | –                         | –                         | - UK: Silver                      |
| 2000 | Hop The Wag                              | –                         | –                         | - UK: Silver                      |
| 2001 | Small World Big Band                     | 8                         | 23                        | - UK: 2× Platinum                 |
| 2002 | SWBB Volume Two: More Friends            | 17                        | 44                        | - UK: Platinum                    |
| 2003 | Jack O The Green (SWBB Friends 3)        | 39                        | –                         | - UK: Silver                      |
| 2004 | Tom Jones & Jools Holland                | 5                         | –                         | - UK: Gold                        |
| 2005 | Swinging the Blues, Dancing the Ska      | 36                        | –                         |                                   |
| 2007 | Best of Friends                          | 9                         | –                         | - UK: Silver                      |
| 2011 | Finding The Keys – The Best of           | 127                       | –                         |                                   |
| 2012 | The Golden Age of Song                   | 11                        | –                         | - UK: Silver                      |
| 2015 | Jools & Ruby                             | 39                        | –                         |                                   |
| 2017 | As You See Me Now (with José Feliciano)  | 24                        | –                         |                                   |
| 2018 | A Lovely Life to Live (with Marc Almond) | 61                        | –                         |                                   |

### Lemezei
- 1978 "Boogie Woogie '78" (EP)
- 1981 Jools Holland and His Millionaires
- 1984 Jools Holland Meets Rock 'A' Boogie Billy (US release only)
- 1990 World of His Own
- 1991 The Full Complement
- 1992 "Together Again" (single with Sam Brown)
- 1992 The A-Z Geographer's Guide to the Piano
- 1994 Solo Piano
- 1994 Live Performance
- 1995 Piano
- 1996 Sex & Jazz & Rock & Roll
- 1997 Lift the Lid
- 1998 Best Of
- 1999 Sunset Over London
- 2000 Hop the Wag
- 2001 Small World Big Band
- 2002 SWBB Volume Two: More Friends
- 2003 Jack O the Green (SWBB Friends 3)
- 2004 Tom Jones & Jools Holland
- 2005 Beatroute
- 2005 Swinging the Blues, Dancing the Ska
- 2006 Moving Out to the Country
- 2007 Best of Friends
- 2008 The Collection
- 2008 The Informer (with Ruby Turner)
- 2008 "The Informer" (single with Ruby Turner)
- 2009 "I Went By" (single with Louise Marshall)
- 2010 Rockinghorse
- 2011 Finding the Keys: The Best of Jools Holland
- 2012 The Golden Age of Song
- 2014 Sirens of Song (UK No. 25)
- 2015 Jools & Ruby (with Ruby Turner)
- 2016 Piano
- 2017 As You See Me Now (with José Feliciano)
- 2018 A Lovely Life to Live (with Marc Almond)

## Film és televízió
- 1981 Otway & Barrett Live
- 1981 Urgh! A Music War
- 1982 Police: Around the World
- 1982–87 The Tube (Host for 121 editions)
- 1983 Rebellious Jukebox: Compere
- 1984 The Young Ones: punk (episode entitled "Cash")
- 1985 Walking to New Orleans (Jools Holland in New Orleans)
- 1987 Eat the Rich: Sun Reporter
- 1987 Filthy Rich & Catflap: Strip Show Pianist (Episode No. 1.3)
- 1987 The Laughing Prisoner: No. 7
- 1987 French and Saunders (Episode 1.5)
- 1988 Sunday Night: Host (unknown episodes)
- 1989-90 Juke Box Jury: Host (unknown episodes)
- 1989 The Groovy Fellers Himself, 6 episodes
- 1990-92 Jools Holland's Happening (Noel Gay Productions 37 episodes (BSB 1990-1991); 12 episodes (Channel 4, 1991-1992). Entire series believed wiped [11][12])
- 1991 Mr Roadrunner (Jools Holland in Memphis)
- 1994 There's No Business: Pianist
- 1994–95 Don't Forget Your Toothbrush
- 1995 The Beatles Anthology
- 1997 Spice World: Musical Director
- 1997 Name That Tune: Host and Pianist
- 1998 Beat Route: Round the World with Jools Holland: Host and Pianist
- 2001 Astley's Way: Tribute to composer Edwin Astley[13]
- 2003 Jools' History of the Piano: Presenter
- 2007 Fairport@Forty: Interview
- 2007 Top Gear: Star in a reasonably priced car.
- 2009 Chop Shop Rover Concept: The Jet 1 Car : Customer
- 2012 Jools Holland – London Calling: Presenter
- 2014 The Life of Rock with Brian Pern as himself

## Könyvei
- "Rolling Stones": A Life on the Road (with Dora Loewenstein), Viking/Allen Lane (1998) (ISBN 0-670-88051-5)
- Beat Route: Journeys Through Six Counties, Weidenfeld & Nicolson (1998) (ISBN 0-575-06700-4)
- Ray Charles: Man and Music,  (with Michael Lydon), Payback Press (1999) (ISBN 0-86241-929-8)
- Hand That Changed Its Mind,   International Music Publications (2007) (ISBN 1-84328-645-9)
- Barefaced Lies and Boogie-woogie Boasts, Penguin Books (2007) (ISBN 9780718149154)